# José Nasazzi Yarza
José Nasazzi Yarza (Montevideo, 24 de maig de 1901 – 17 de juny de 1968) fou un futbolista uruguaià. Fou el capità de la selecció uruguaiana campiona del món al Mundial d'Uruguai 1930, competició a la qual rebé el premi al millor jugador.
És recordat com un dels més grans futbolistes de la història del futbol del país i el que té millor palmarès, rebent el sobrenom del Gran Mariscal. També guanyà les medalles d'or als Jocs Olímpics de París 1924 i Amsterdam 1928, així com a les Copes Amèrica de 1923, 1924, 1926 i 1935.
Pel que fa a clubs, es formà al CA Lito, i més tard destacà al CA Bella Vista i al Nacional. L'any 1925, essent jugador del Bella Vista, participà en la gira europea que va fer el Nacional, considerada una de les més brillants de la història del futbol. El Club Bella Vista va posar el seu nom al seu estadi.

## Palmarès
- Copa del Món: 1
  - 1930
- Jocs Olímpics: 2
  - 1924, 1928
- Copa Amèrica: 4
  - 1923, 1924, 1926 i 1935
- Copa Lipton: 4
  - 1923, 1924, 1927 i 1929
- Copa Newton: 2
  - 1929 i 1930
- Campionat uruguaià de futbol: 2
  - Nacional: 1933, 1934